# Nazionale femminile di pallacanestro del Guatemala
La nazionale femminile di pallacanestro del Guatemala è la rappresentativa cestistica femminile del Guatemala ed è posta sotto l'egida della Federazione cestistica del Guatemala.

## Piazzamenti

### Campionati centramericani
- 1991 - 4°
- 1993 - 5°
- 1999 - 6°
- 2001 - 6°

- 2003 - 7°
- 2004 -  3°
- 2008 - 6°
- 2010 - 7°

- 2017 - 6°
- 2018 - 7°
- 2022 - 6°

## Formazioni

### Campionati centramericani
Campionato centramericano femminile di pallacanestro 20084 López, 5 Fernández, 6 Cisneros, 7 Vásquez, 8 Ramírez, 9 Bailón, 10 Rivera, 11 Amado, 12 del Valle, 13 Valdés, 14 Loaiza, 15 Fleischmann,        All. -
Campionato centramericano femminile di pallacanestro 20104 López, 5 Fernández, 6 Cisneros, 7 González, 8 del Valle, 9 I. Loaiza, 10 Rivera, 11 Amado, 12 Rosales, 13 Crespo, 14 N. Loaiza, 15 Fleischmann,        All. Otto Larios
Campionato centramericano femminile di pallacanestro 20174 López, 5 Cano, 6 García, 7 Aldana, 8 González, 9 Chavarría, 10 del Valle, 11 Cárdenas, 12 Rosales, 13 Rivas, 14 Vásquez, 15 Juarez,        All. José Luis Damaso
Campionato centramericano femminile di pallacanestro 20183 Larrañaga, 4 López, 5 Cano, 6 García, 7 Juarez, 8 González, 9 Rivera, 11 Camacho, 12 E. Rosales, 13 Rivas, 14 Vásquez, 19 A. Rosales,        All. Jason Pennant
Campionato centramericano femminile di pallacanestro 20223 Martínez, 4 López, 6 García, 8 Juarez, 9 Chavarría, 11 Vallecillo, 13 Rivas, 14 Vásquez, 19 A. Rosales, 21 Catalán, 23 Pinelo, 31 Escobar,        All. Cristian Rivera